# بولي (ون بيس)
باولي أحد شخصيات أنمي ومانغا ون بيس , و هو أحد نجاري (مصليحن السفن) شركة جالي لا المشهورة في شركة واتر 7 , و من ثم أصبح نائب رئيس العمال في جالي لا، وهو شخصية خيرة ومحبوب.

## مظهره
دائما ما يضع بولي سيجارة في فمه ويشعلها، ويوجد أيضا على زيه العديد من السجائر مشابه لسترة الكابتن سموكر، ويوجد رقم واحد كبير على سترته من الخلف (بعد أنيس لوبي أصبح يرتدي سترة سوداء مع زهور عليها) 

شعره أشقر ودائما يصففه إلى الوراء، ويرتدي زوجا من النظارات البرتقالية يرفعها للأعلى، ولقد كسر الجانب الأيمن من النظارة وذلك في واتر 7 عندما تقتل مع روب لوتشي وكاكو (لقد كانا مقنعين) , و لديه عضلات في جسده، ويرتدي قميص (تي شيرت) اصفر ودائرة بيضاء اللون في وسط القميص وفوقه سنرة زرقاء اللون، وحزام حول خصره مع حقيبة صغيرة معلقة في الحزام، ويرتدي بنطال ازرق اللون ويدخله في حذائه دائما، وهذه هي إحدى عاداته 

عندما ظهر في (أبن هم الآن) كان يرتدي طقم أسود بالكامل وكان يبدو أنيقا، وكانت السترة مفلول ازرارها وعلى صدره وردة، وظل يضع السيجارة في فمه ويرتدي الحزام مع النظارات، ويوجد على الحزام مطرقة صغيرة ومحفظة.

## شخصيته
بولي متعلق جدا بآيسبرغ ويظهر له الولاء تماما، وينزعج تماما من بعض طريقة البس لدى النساء التي يرتدين شيء قصير خلافا لمعظم الشخصيات ومنهم سانجي , كما ينزعج إذا أظهرة المرأة جزء من جسمها مثل نامي (حتى انه قد يدعوها بزانية لشدة انزعاجه) موزو وكيوي (اللتان دعيتاه بالرجل الخجول) و أيضا كاليفا عندما يظهرا مع الرجال 

و بولي يلعب القمار كثيرا ويخسر دائما حيث أن عليه الكثير من الديون، وغالبا ما يطارد من قبل اصحاب الديون، وقد حاول سرقة حقيبتين يحتويان على 200,000,000 بيلي من مونكي دي لوفي لتسديد ديونه، ولكنه فشل عندما أمسكه لوتشي من أذنيه وأجبره على إعادة النقود، وقد طلب من لوفي أن يعطيه 10% من المال ويكون شاكرا له، قبل ان يطرق رأسه بواسطة لكمة من لوتشي، ومع ذلك فبولي شخص طيب القلب ويحب المزاح ومساعدة الآخرين وولائه لمعلمه (آيسبرغ).

## قدراته
كأحد نجاري شركة جالي لا، ونائب رئيس العمال فيها، فهو بارع جدا في صيانة السفن ولديه مهارة عالي في ذلك، وقد ساعد على صنع سفينة قراصنة قبعة القش الجديدة والتي هي آلف الشمس , و بغض النظر عن مهاراته في الصيانة فهو يمتلك قوة هائلة ومهارات عالية في القتال

و لقد ظهر بأن بولي أقوى بكثير من الناس العادين، خصوصا عندما قام بمسك اثنان من عائلة فرانكي و رميهما بسهولة بواسطة حبال، وأيضا تمكن من إسقاط العملاق أويمو أحد حراس جزيرة إنيس لوبي ورميه بسهولة، ويتمكن من مهاجمة اعدائه بواسطة حبال كافية لإسقاطهم بسهولة، وقد تمكن من إسقاط أحد العمالقة في إنيس لوبي، وتمكن من مهاجمة لوفي وتسبب له الأضرار بواسطة الحبال رغم انه من مطاط

و هو يمتلك قدرة عالية في تحمل الضربات وذو لياقة، وقد تمكن من تحمل الضرب الذي تلقاه من أعضاء منظمة السي بي 9 , و تمكن من الوقوف مرة أخرى بعد دقائق فقط، ويمكنه التعالج من الاصابات بسرعة عندما ضربه أحد حراس انيس لوبي بكتفه بواسطة سكين حادة تمكن من متابعة القتال حتى نهاية إنيس لوبي

بولي يمتلك رشاقة عالية جدا وقدرة جيدة بالقفز العالي، كما كان يفعل في مدينة واتر 7.

### حركة الحبال
بولي يمتلك اسلوب قتال فريد من نوعه، يمكنه استخدام كمية كبيرة في الحبال والهجوم على الاعداء بواسطته فضلا عن أنها تساعده في صيانة السفن، ويتمكن من زيادة نطاق هجماته، ويمكنه تطويل وتقصير الحبال التي يخفيها تحت اكمامه، مما يتيح له ميزة قتالية عالية سواء كان ضد شخص واحد أو مجموعة اشخاص هذا ما جعله يصبح أحد أهم شخصيات ون بيس

زيادة كمية الحبال قدرة قوية (جعلته يتمكن من هزيمة اكلة فاكهة الشيطان) و يمكنه قذفها لمئات الأمتار، ويمكنه تكوين شبكة من الحبال، وتمكن من صنع شبطة كاملة من الحبال التي تمكن عائلة فرانكي والعملاقين أويمو وكاشي من التشبث بها عندما سقطوا جميعا في حفرة كبيرة أثناء المعركة في أنيس لوبي، وهو يستخدم الحبل كسلاح له والحبال التي يستخدمها لا تنفذ ابدا، ويقوم بسحب ياردة ياردة من وقت لأخر

عندما يهاجم بطرقة الحبال يمكنه اقتناص هدفه بسهولة ولو من بعيد، ويمكنه من أمساك الخصم من ذراعه ورميه أو من رقبته كما فعل بلوتشي و مونكي دي لوفي , و يمكنه استخدام الحبال خارج القتال وذلك عندما قام بربط نفسه مع عائلة فرانكي لكي يخدع مشاة البحرية بأنه تم القبض عليه لكي يذهبوا ويعطوهم بعض الوقت، وفك نفسه مع عائلة فرانكي والعمالقة.

## تاريخه

### ماضيه
لقد ظهر بولي عندما كان صغيرا أثناء افتتاح توم لأول قطار بحري قد صنع على وجه الأرض وقد كان متحمسا ويركض مع الصغار وهذا ما جعله ينضم لشركة جالي لا ليصبح نجارا وصانع سفن، وأصبح بعدها أحد أهم العمال في تلك الشركة.

### أحداث واتر 7
ظهر بولي أول مرة عندما كان يهرب من الذين يريدون أخذ الدين منه، وقام بسرقة ياكارا الذين كان يركبه فردان من عائلة فرانكي الذان قد سرقا 200 مليون بيلي من قبعة القش ولكنه قام برميهما وحاول سرقة المال لكي يسدد ديونه لكن قام روب لوتشي بمقاطعته وأمساكه و حدث قتال ودي بسيط بينهما انتها بدون نتيجة

و لقد صدم لعملية أتيال آيسبيرج وقام بطرد الصحفين من فناء شركة جالي لا، وحاول هو وباقي موظفي شركة جالي لا الإمساك بقبعة القش والقضاء عليهم بعد أن ظنوا بأنهم المسؤولين، وقد تمكنوا من الإمساك بمونكي دي لوفي , و قد اظهر بولي قدرته بالقتال عندما تمكن من ضرب لوفي، إلى أن قام فرانكي بمقاطعة القتال بواسطة ضربة هوائية مما سمح لمونكي دي لوفي و نامي بالهرب 

و في الليل، كان جميع موظفي شركة جالي لا يقومون بحراسة شركة جالي لا وكان بولي يقوم بحراسة غرفة آيسبرغ مع كل من كاكو ولوتشي و لولو وتايلستون، وقد طلب آيسبرغ من بولي إخراج مخططات السلاح الأسطوري البلوتون المزيفة من مكتبه، وقد تفاجئ بوجود شخصان يرتديان الأقنعة (واحد على شكل ثور والآخر على شكل جمجمة) و قاما بضربه، ولكن قام لوفي فجائة بالهبوط في الحائط، وتأكد بأن قبعة القش بريئ من محاولة القتل، وقد حوصر مع لوفي وترك ليموت معه، ولكن تمكن لوفي من مساعدته وخرجا معا وركضا لمساعدة آيسبرغ، وهناك أكتشف بأن كل من لوتشي و كاكو و كاليفا مع بلونو كانوا جميعا عملاء سريون لحكومة العالم، و صدم أثر ذلك و ضن أن هناك سوء تفاهم، حتى أخبره لوتشي بلسانه (بعد أن كانت هاتوري حمماته تتكلم طيلة الخمس سنوات) بالحقيقة و داس على آيسبرغ و حاول مهاجمة لوتشي و لكنه لم يتمكن من لوتشي لأنه أقوى مقاتلين منظمة السي بي 9 بالتاريخ و بواسطة فاكهة الشيطان الخاصة بلوتشي التي تمكنه من التحول إلى نمر ضخم، و قد صدم بولي بذلك المنظر و حاول إنقاذ آيسبرغ و لكنه تعرض للضرب القوي من قبل لوتشي الذي نسي صداقته مع بولي، و قد قام السي بي 9 بأشعال المبنى كاملا تاركين كل من بولي و آيسبرغ ليحترقان و لكنهما انقذا من قبل توني توني تشوبر و أخذهما إلى بر الأمان 

و بعدها قام بولي بمساعدة تشوبر و نامي للبحث عن مونكي دي لوفي و رورونوا زورو و الذهاب لإنقاذ نيكو روبن , و قد أنقذهم عندما كادوا يبتلعون من قبل الموجة بسبب ظاهرة العاصفة الضخمة أكوا لاغونا التي دمرت ساحل مدينة واتر 7 بالكامل 

و قد رفض اعطاء قبعة القش سفينة لكي يبحروا بسبب قوة العاصفة و كاد أن ينشأ بينه قتال و بين رورونوا زورو و لوفي و نامي لكن قامت كوكورو بأخبراهم عن القطار الصاروخ الذي سيأخذهم إلى أنيس لوبي و قام بولي مع لولو و تايلستون بالأختباء في مقطورة القطار الصاروخ لمساعدة قبعة القش في قتال السي بي 9 

و قد تحالف مع عائلة فرانكي الذين هم ذاهبوان لإنقاذ فرانكي و ذهبوا جميعا و قاموا باختراق أكوا لاغونا و ذهبوا لأنيس لوبي.

### أحداث أنيس لوبي
و قبل وصولهم لأنيس لوبي بقليل أظهر بولي خريطة لأنيس لوبي (لأنه ذهب إليها سابقا) و أخبرهم أين البوبات وقد رسموا خطة للهجوم، و لكن قام لوفي بقذف نفسه ألى انيس لوبي و أفساد الخطة، و قد تحالف بولي و عائلة فرانكي لقتال جنود البحرية و ترك السي بي 9 لقبعة القش، و قد تمكنوا من هزم البحرية و هزم العملاقين كاشي و أويمو ببراعة، و لكنه تعرض للطعن من أحد قوات أنيس لوبي الخاصة الذين يركبون الذئاب و لكن سقط عليهم القطار الصاروخ و نزل بقية قبعة القش 

و عندما كان يركب ملك الثيران مع عائلة فرانكي و قبعة القش قال لرورونوا زورو «أذا رئيت الخونة الثلاثة أخبرهم بأنهم مطرودون» , و لكنه تعرض لرصاصة في قلبه و نزل هو و لولو و تايلستون لمقاتلة بقية الحرس، و كان على وشك السقوط، لكن ظهر كل من سوغي كينج و معه كاشي و أويمو لكن أصبحوا اصدقائهم و قاموا بضرب البحرية، و تمكنوا من الوصول إلى مبنى الحكومة و هزيمة باسكرفيل

و بعد أن قام سباندم بأستدعاء الباسنر كولد، قام بربط نفسه مع بقية عائلة فرانكي بواسطة حباله لكي يخدع البحرية و يتظاهر بأنه قد تم القبض عليه، و تمكنوا بعدها من الهروب من أنيس لوبي بمساعدة كاشي و أويمو و تمكنوا من العودة إلى واتر 7 بواسطة القطار الذي صنعه توم.

### بعد أحداث إنيس لوبي
بعد أحداث إنيس لوبي تمكن الجميع من العودة إلى واتر 7 , حيث قام بإعادة بناء المقر الرئيسي لشركة جالي لا، جنب إلى جنب مع آيسبرغ و بيبلي لولو و تايلستون، و قد ساعد فرانكي ببناء سفينة قراصنة قبعة القش الجديدة «آلف الشمس».

### بعد سنتين
أصبح بعدها بولي نائب رئيس شركة جالي لا و ظهرت له صورة و هو مطارد من قبل جماهيره الذين يحبونه و اصحاب الديون الذين يكرهوه 

و قد ظهر أيضا عندما كان مع تايلستون و لولو يحتفلون جميعا في واتر 7 بعد إزاحة الثلج.

## معاركه
- بولي، بيبلي لولو، تايلستون، كاكو و لوتشي ضد مونكي دي لوفي

النتيجة : كادوا أن يفوزوا لولا تدخل فرانكي
- بولي ضد لوتشي و كاكو (عندما كانا مقنعين)

النتيجة : فوز لوتشي و كاكو
- بولي، تايلستون، لولو، عائلة فرانكي مع سدوم و كمورا ضد كاشي و أويمو

النتيجة : فوز بولي و الباقين
- بولي، تايلستون و بيبلي لولو ضد حراس القانون في انيس لوبي

النتيجة : فوز لولي، لولو و تايلستون
- بولي و زمباي ضد باسكرفيل

النتيجة : فوز بولي و زمباي
- شركة جالي لا و عائلة فرانكي و يكوزونا، أوميو و كاشي ضد نائب الإدميرال ستروبري و قوات البحرية

النتيجة : انتهت المعركة بدون نتيجة.